# Friedenskirche (Hamburg-Eilbek)

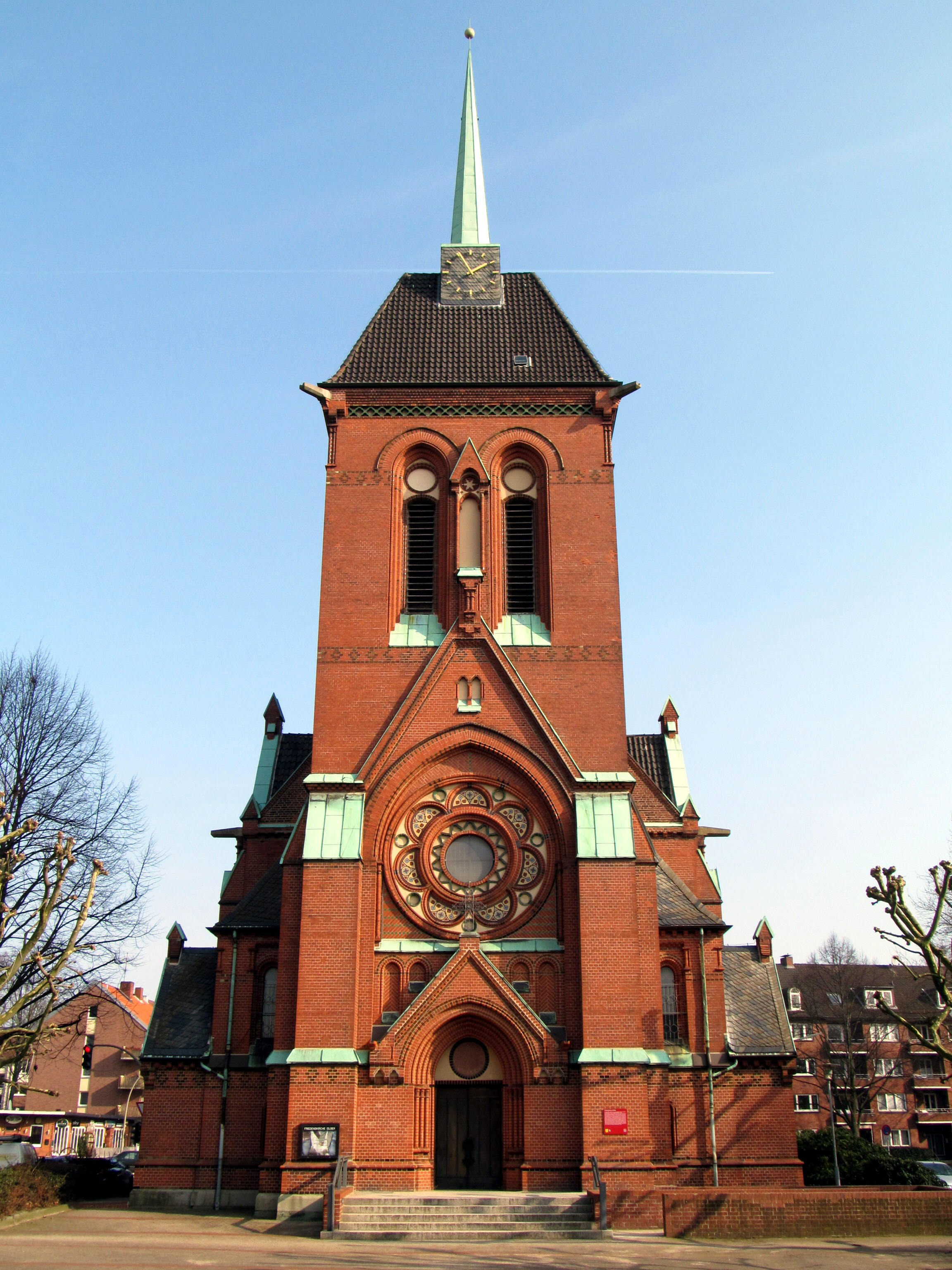
Friedenskirche, Westansicht

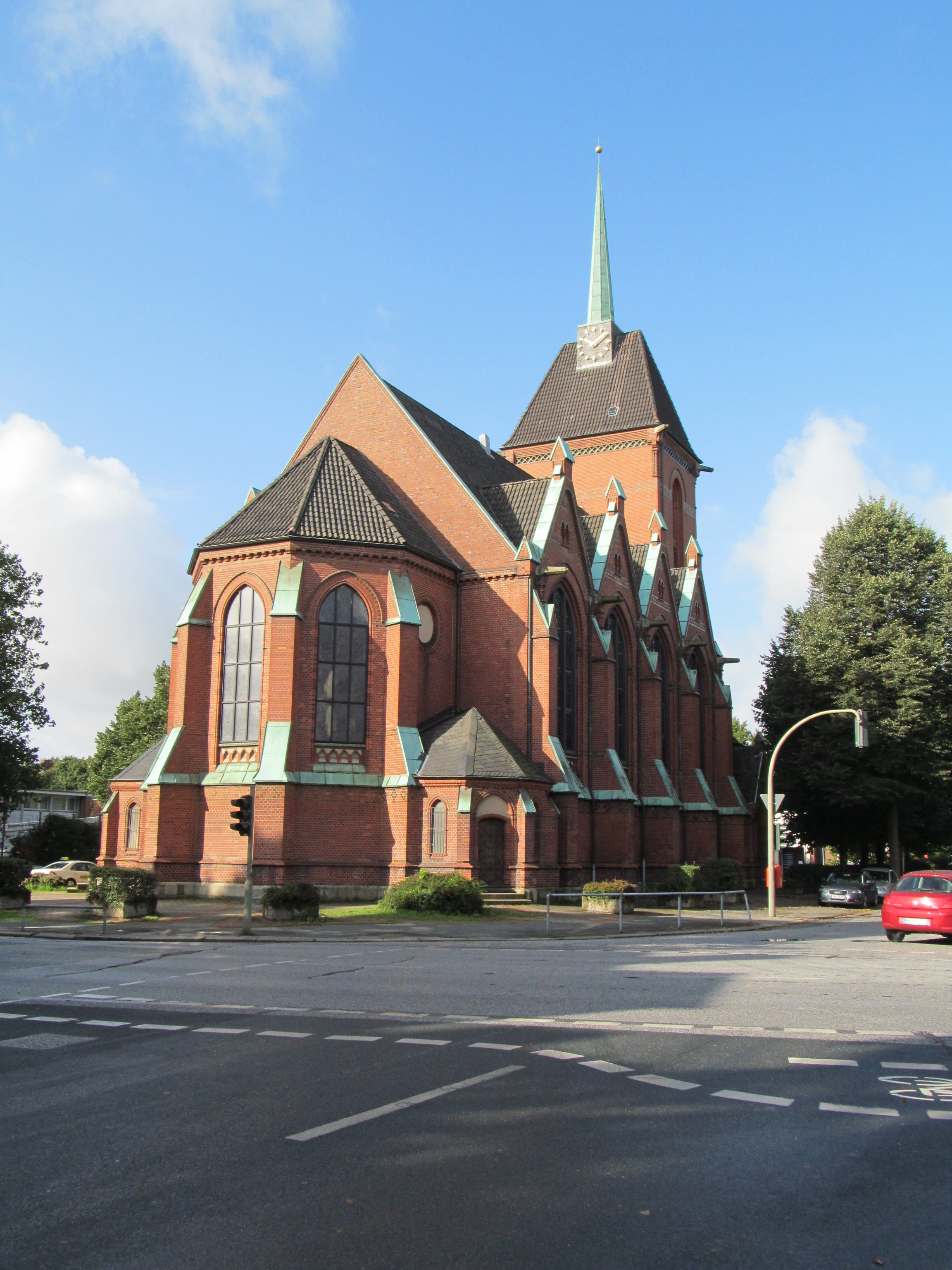
Choransicht

Die evangelisch-lutherische Friedenskirche liegt im Hamburger Stadtteil Eilbek an der Papenstraße in einem Wohngebiet zwischen der Wandsbeker Chaussee und der Bahnstrecke Lübeck–Hamburg. Nach einer Gemeindefusion im Jahr 2005 war sie zeitweilig eine von zwei Kirchen der Kirchengemeinde Eilbek Friedenskirche-Osterkirche. Anfang 2019 wurde der Standort Osterkirche aufgegeben.

## Bau der Kirche

Friedenskirche um 1900

Innenansicht um 1910

Das Gebäude wurde von Johannes Otzen im neogotischen Stil entworfen und der Bau durch seinen Schüler Johannes Vollmer ausgeführt. Am 15. März 1885 wurde die Kirche geweiht. Zugleich entstand hier erstmals eine eigene Eilbeker Gemeinde, nachdem das Gebiet des heutigen Stadtteils zuvor über Jahrhunderte kirchlich zwischen St. Georg und der Hammer Kirche aufgeteilt gewesen war.
Der neugotische Backsteinbau war äußerlich durch vier Querhausgiebel strukturiert, die heute immer noch erkennbar sind. Die ursprüngliche Gliederung des Innenraums durch Emporen ist heute vollständig verschwunden, denn das Bauwerk wurde im Juli 1943 bei den Luftangriffen auf Hamburg zerstört. Es blieb eine nur notdürftig gesicherte Ruine, bis es 1954 renoviert wurde. Diese Renovierung war unzulänglich, da es nicht gelang, das Mauerwerk dauerhaft zu sanieren. An vielen Stellen blätterte der Putz von den feuchten, salpeterigen Wänden ab. Ende der 1950er Jahre gab es daher Pläne, die Kirche abzureißen, was aber vom Kirchenvorstand 1959 abgelehnt wurde.
Bei einer zweiten Renovierung 1960 unter der Leitung des Architekten Hans Michaelsen spielten denkmalpflegerische Gesichtspunkte eine untergeordnete Rolle. Die Kirche sollte licht und hell werden. Man ließ die Reste der Seitenemporen entfernen und die Orgelempore vergrößern. Vor die bisherigen Innenmauern wurde eine gelbe Klinkerwand hochgezogen. Das unansehnlich gewordene Gewölbe verbarg man unter einer schallmindernden Gipsdecke. Im Inneren der Kirche ist somit kein Stein des alten Gebäudes sichtbar geblieben. Dem Zeitgeschmack entsprechend bereinigte der Architekt auch die Fassade von dem noch vorhandenen Detailschmuck und legte so die Grundformen des Baus wieder offen.
Auf den Bau eines Uhrturmes wollte der Kirchenvorstand zugunsten schmückender Fenster zunächst vollständig verzichten. Dennoch wurde schließlich mit zusätzlichen Mitteln ein kleiner Uhrturm gebaut, weil es der Kirchenleitung nicht ratsam schien, die der Gemeinde vom Hamburger Senat geschenkte Turmuhr zurückzugeben.

## Innenausstattung

### Altar
Aus der Zeit der ersten Renovierung von 1954 stammt ein Holzkreuz, das vom Laienkünstler Eck geschnitzt und als Altarkreuz neben der Kanzel aufgestellt wurde. Anlässlich einer zweiten Renovierung 1960 entfernte man es aus der Kirche, da es sich nicht in den Chorraum einfügte. Nach Protesten zahlreicher Gemeindeglieder wurde das Kreuz 1975 neben der Kanzel wieder aufgestellt.
Altar, Taufstein und Kanzel stammen vom Bildhauer Klaus-Jürgen Luckey, der auch 1960 ein neues Altarkruzifix fertigte. Als Material verwendete er Blaubank, geblaute Eiche und Bronze. Der Taufstein zeigt die Umschrift „Der Tod ist verschlungen in den Sieg, Tod wo ist dein Stachel, Hölle, wo ist dein Sieg.“ (1 Kor 15,55 ), die durch den Erzengel Michael, der den Teufel besiegt illustriert wird.
Die ältesten noch vorhandenen Abendmahlsgeräte wurden 1885 von Gemeindemitgliedern gestiftet.

### Kirchenfenster
Die Kirchenfenster wurden 1960 vom gebürtigen Berliner und in Heidelberg wirkenden Glasmaler Harry MacLean entworfen. Er bekam von der Gemeinde die Vorgabe, in den Fenstern den Namen der Kirche, also den Friedensbegriff, die wichtigsten kirchlichen Feste und den Begriff der Ewigkeit anschaulich zu machen.
Die einzeln gestalteten Fenster des Kirchenschiffes thematisieren das Gleichnis Jesu vom Fischernetz, in dem Menschen für das Himmelreich „gefangen“ werden.
Die Chorfenster zeigen die drei großen kirchlichen Feste und können alle auch mit weiteren Deutungen versehen werden. Das mittlere Fenster zeigt Ostern, wobei Jesus als der Erfüller der Weissagung Jesaja (Jes 53,5 ) dargestellt wird. So werden die Fenster mit dem Weihspruch der Friedenskirche „Die Strafe liegt auf ihm, auf das wir Frieden hätten.“ im Tympanon des Haupteinganges verknüpft. Das linke Fenster gibt sich durch Ochse und Esel als Weihnachtsfenster zu erkennen, verwendet aber sonst nicht die klassische Symbolik des Kindes auf Stroh. Stattdessen sitzt der Knabe als Friedefürst auf dem Stuhl Davids, wodurch Weihnachten so dargestellt wird, wie es von Gott planend vorweggenommen wurde. Das rechte Fenster zeigt das himmlischen Jerusalems umgeben von Flammen, die die Herrlichkeit Gottes symbolisieren, als Zeichen für Pfingsten und veranschaulicht so den theologischen Begriff der Ewigkeit.
Harry MacLean gestaltete auch zwei kleine Fenster der Sakristei, für die er als Thema „Berufung“ wählte. Dargestellt ist der brennende Dornbusch für die Berufung des Mose und der Chor der Seraphen für die Berufung des Jesaja.

### Weitere Ausstattung
Zur Ausstattung gehört auch ein Bild des heiligen Christophorus, das Walter von Ruckteschell 1921 malte, sowie ein 1982 in Applikaturtechnik geschaffener Wandteppich, der auf einen Entwurf MacLeans zurückgeht. Er zeigt die Taufe Jesu, bei der die Menschheit durch verschiedene Zeugen repräsentiert ist. Auch hier wird die Gegenwart Gottes durch die Flammen dargestellt, nicht nur am Himmel, sondern auch im Wasser der Taufe. MacLean fertigte für die Kirche noch Entwürfe für fünf weitere Teppiche zum Thema Taufe, die jedoch nie umgesetzt wurden.

## Orgel
Die Orgel, eine mechanische Schleifladenorgel mit drei Manualen und Pedal, 35 Registern und 2.506 Pfeifen, wurde 1960 von der Wilhelmshavener Orgelbauwerkstatt Alfred Führer gebaut. Sie besitzt folgende Disposition:
| I Rückpositiv C–g3 |                 |       |
| 10.                | Gedackt         | 8′    |
| 11.                | Quintadena      | 8′    |
| 12.                | Prinzipal       | 4′    |
| 13.                | Blockflöte      | 4′    |
| 14.                | Oktav           | 2′    |
| 15.                | Quinte          | 1 ⁄3′ |
| 16.                | Sesquialtera II |       |
| 17.                | Scharff IV-V    | 1′    |
| 18.                | Dulcian         | 16′   |
| 19.                | Krummhorn       | 8′    |
|                    | Tremulant       |       |

| II Hauptwerk C–g3 |             |       |
| 1.                | Quintadena  | 16′   |
| 2.                | Prinzipal   | 8′    |
| 3.                | Gemshorn    | 8′    |
| 4.                | Oktav       | 4′    |
| 5.                | Nachthorn   | 4′    |
| 6.                | Oktav       | 2′    |
| 7.                | Waldflöte   | 2′    |
| 8.                | Mixtur V-VI | 1 ⁄3′ |
| 9.                | Trompete    | 8′    |

| III Brustwerk C–g3 |             |       |
| 20.                | Holzgedackt | 8′    |
| 21.                | Rohrflöte   | 4′    |
| 22.                | Nasat       | 2 ⁄3′ |
| 23.                | Prinzipal   | 2′    |
| 24.                | Oktav       | 1′    |
| 25.                | Zimbel III  | 2⁄3′  |
| 26.                | Regal       | 8′    |
|                    | Tremulant   |       |

| Pedal C–f1 |             |     |
| 27.        | Subbaß      | 16′ |
| 28.        | Oktav       | 8′  |
| 29.        | Gedackt     | 8′  |
| 30.        | Oktav       | 4′  |
| 31.        | Nachthorn   | 2′  |
| 32.        | Mixtur V-VI |     |
| 33.        | Posaune     | 16′ |
| 34.        | Trompete    | 8′  |
| 35.        | Cornett     | 4′  |

- Koppeln: I/II, III/II, I/P, II/P, III/P

## Glocken
Zur Weihe der Kirche im Jahr 1885 bekam diese höchstwahrscheinlich auch Bronzeglocken. Doch wie viele Glocken die Kirche besaß oder von wem sie gegossen wurden, ist nicht bekannt. Sicher ist nur, dass die Glocken 1917 abgenommen und eingeschmolzen wurden. Doch schon im Jahr 1919 bekam die Kirche drei neue Glocken. Der Bochumer Verein für Gussstahlfabrikation (BVG) goss die neuen Stahlglocken in der Tonfolge es1–ges1–as1, das Geläut erklingt im Te-Deum Motiv. Aufgrund der minderwertigen Qualität des Materials im Vergleich zu Bronzeglocken wurden die Stahlglocken im Zweiten Weltkrieg nicht abgenommen. Die drei Stahlglocken hängen in der sehr geräumigen Glockenstube in einer unüblichen Stahlkonstruktion. Anders als gewöhnlich ist der Glockenstuhl hängend im Mauerwerk verankert. Die Glocken hängen an gekröpften Stahljochen und sind mit Gegengewichtsklöppel ausgestattet.
| Nr. | Name   | Schlagton | Gewicht (kg) | Durchmesser (mm) | Gießer                                         | Gussjahr | Inschrift                                                                             |
| --- | ------ | --------- | ------------ | ---------------- | ---------------------------------------------- | -------- | ------------------------------------------------------------------------------------- |
| 1   | Luther | es1       | ~ 1550       | ~ 1525           | Bochumer Verein für Gussstahlfabrikation (BVG) | 1919     | Schulter: "GEG. V. BOCHUMER VEREIN I. BOCHUM 1919." Wolm: "DEIN NAME WERDE GEHEILIGT" |
| 2   | Martin | ges1      | ~ 970        | ~ 1280           | Bochumer Verein für Gussstahlfabrikation (BVG) | 1919     | Schulter: "GEG. V. BOCHUMER VEREIN I. BOCHUM 1919." Wolm: "DEIN REICH KOMME"          |
| 3   | Doctor | as1       | ~ 670        | ~ 1145           | Bochumer Verein für Gussstahlfabrikation (BVG) | 1919     | Schulter: "GEG. V. BOCHUMER VEREIN I. BOCHUM 1919." Wolm: "DEIN WILLE GESCHEHE"       |

## Sonstiges

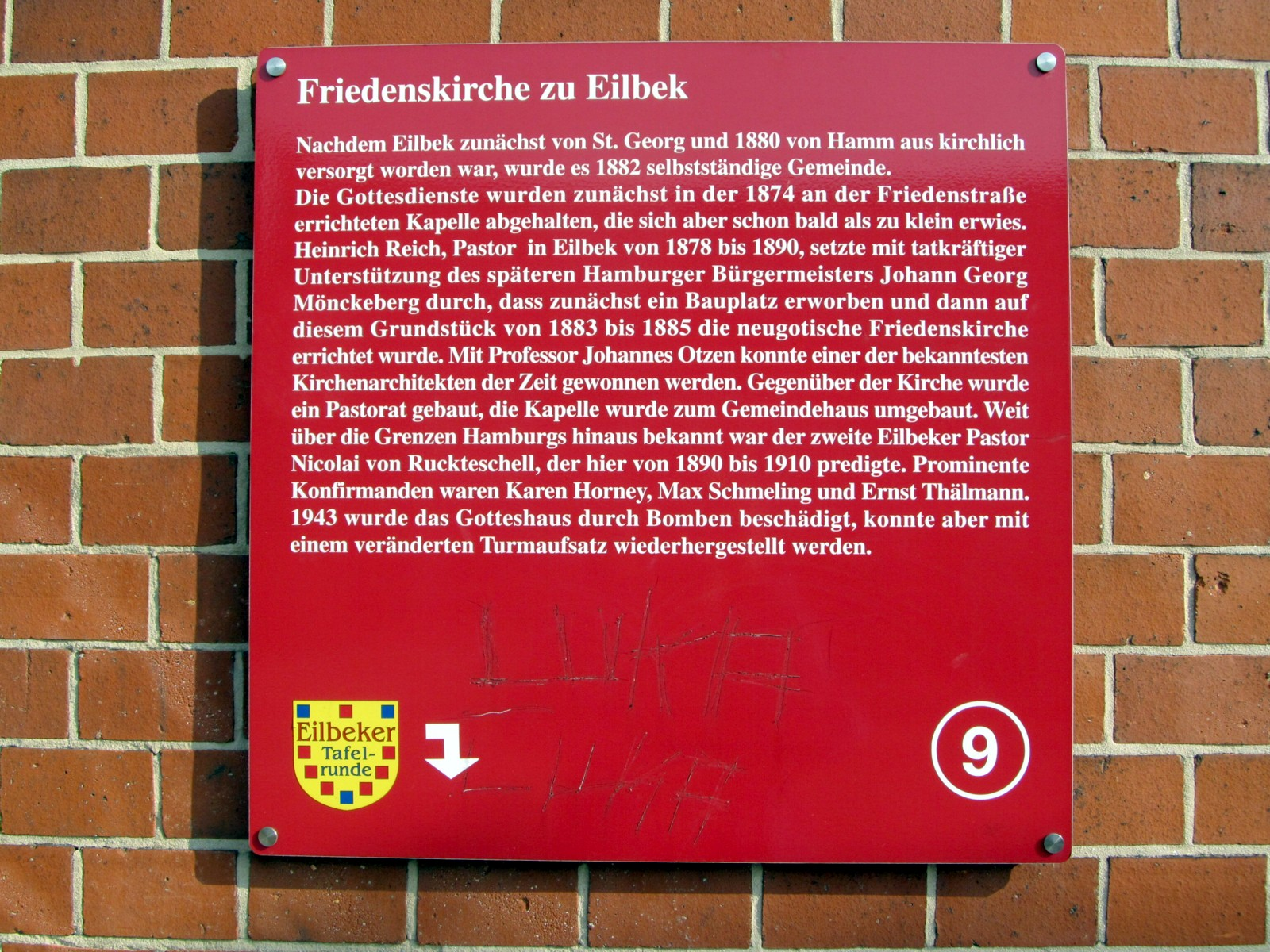
Eilbeker Tafelrunde 09 Friedenskirche

Die Friedenskirche ist die 9. Station der Eilbeker Tafelrunde. Auf einer roten Tafel werden historische Hintergründe erklärt.

## Fotografien und Karte
Koordinaten: 53° 33′ 54,9″ N, 10° 2′ 41,4″ O

Friedenskirche 1905
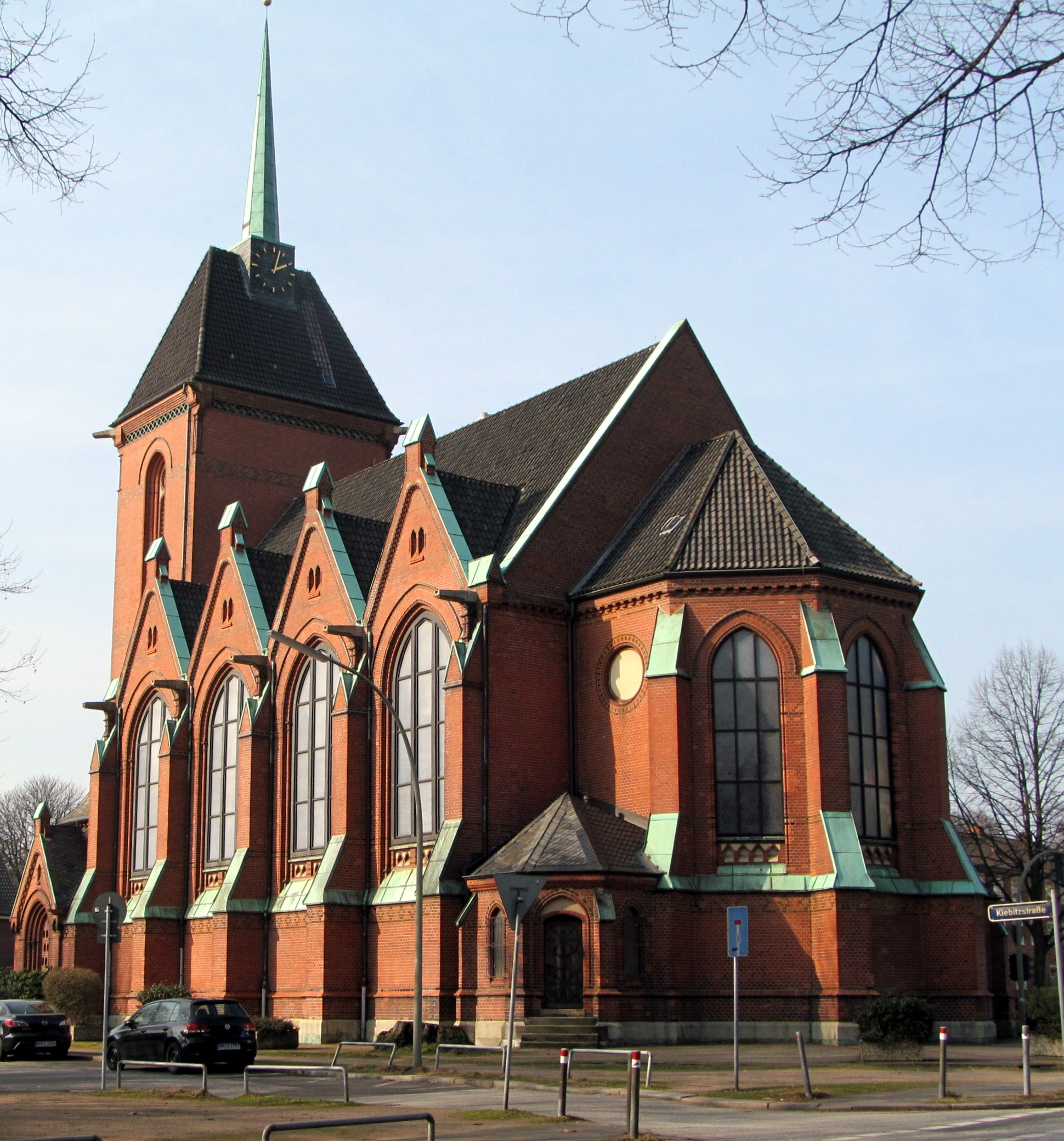
Ansicht von Südosten
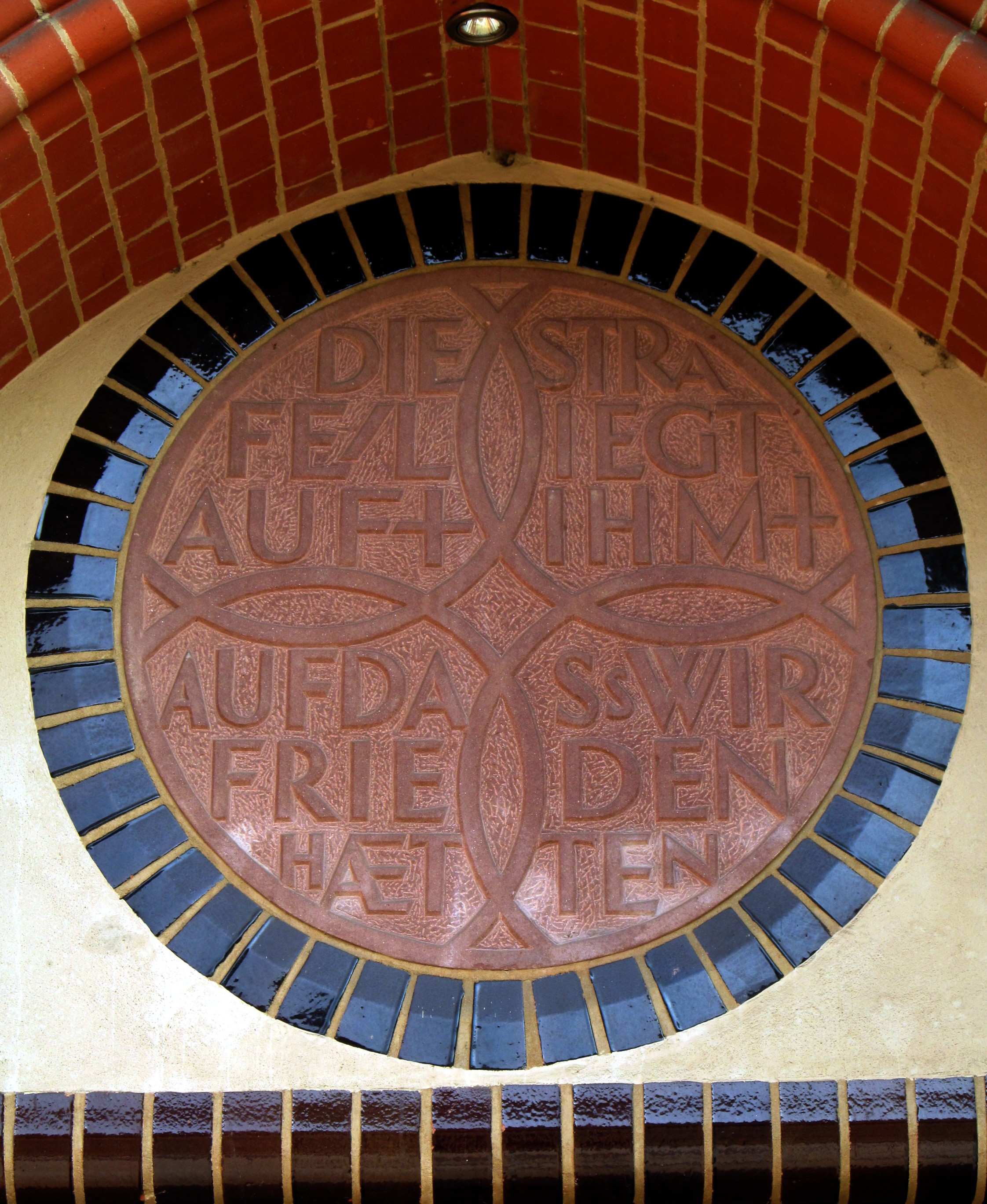
Detail über dem Westportal
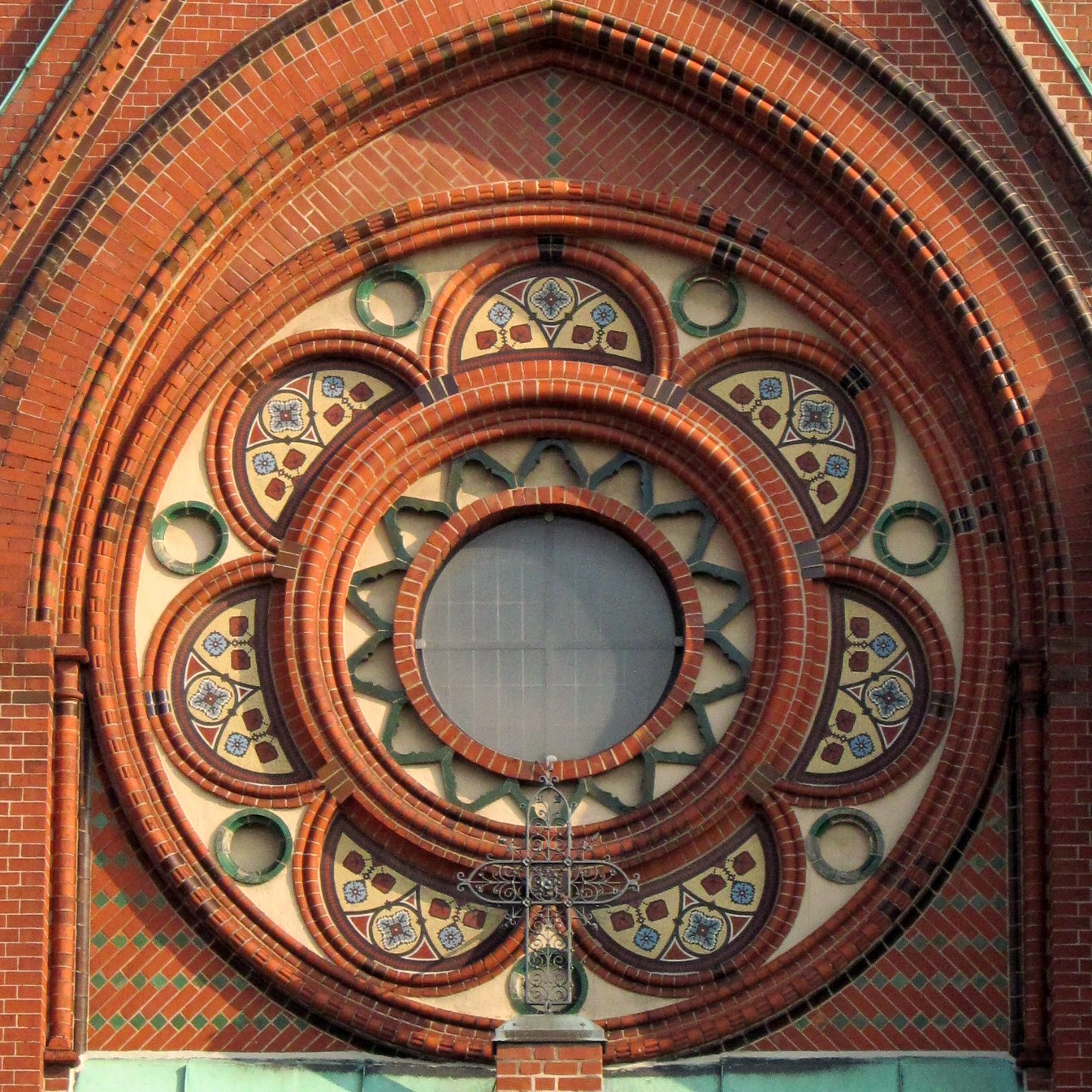
Westfassade